# Mike Mokamba
Mike Mokamba Nyang’au (* 28. August 1994 in Nyamira) ist ein kenianischer Leichtathlet, der sich auf den Sprint spezialisiert hat. Mit der kenianischen 4-mal-100-Meter-Staffel wurde er 2022 in Port Louis Afrikameister.

## Sportliche Laufbahn
Erste internationale Erfahrungen sammelte Mike Mokamba bei den Juniorenafrikameisterschaften 2011 in Gaborone, bei denen er Platz sieben im 100-Meter-Lauf belegte und über 200 Meter im Halbfinale ausschied. Zudem erreichte er mit der kenianischen 4-mal-100-Meter-Staffel den fünften Platz. Über 200 Meter nahm er daraufhin an den Jugendweltmeisterschaften in Lille teil und gelangte dort ebenfalls bis in das Halbfinale. 2012 qualifizierte er sich über 100 Meter für die Juniorenweltmeisterschaften in Barcelona, bei denen er mit 10,70 s in der ersten Runde ausschied. 2013 nahm er mit der 4-mal-400-Meter-Staffel an den Weltmeisterschaften in Moskau teil und schied dort mit 3:06,29 min in der Vorrunde aus.
2015 nahm er mit der 4-mal-200-Meter-Staffel an den World Relays auf den Bahamas teil, wurde dort aber im Vorlauf disqualifiziert. Bei den Weltmeisterschaften in Peking ging er im 200-Meter-Lauf an den Start und schied dort mit 20,51 s in der ersten Runde aus. Im Herbst belegte er bei den Militärweltspielen im südkoreanischen Mungyeong den achten Platz über 200 Meter und mit der 4-mal-100-Meter-Staffel und schied über 100 Meter im Halbfinale aus. 2016 erfolgte das Erstrundenaus über 200 Meter bei den Afrikameisterschaften in Durban. Bei den World Relays 2017 belegte er mit der 4-mal-200-Meter-Staffel den siebten Platz. 2018 nahm er erstmals an den Commonwealth Games im australischen Gold Coast teil und schied dort in der Vorrunde über 200 Meter aus. Zudem kam er mit der 4-mal-400-Meter-Staffel im Vorlauf zum Einsatz, ehe die Stafette im Finale disqualifiziert wurde. Anschließend schied er bei den Afrikameisterschaften in Asaba über 200 Meter mit 21,64 s in der Vorrunde aus und belegte mit der Staffel in 39,77 s den fünften Platz. Bei den IAAF World Relays 2019 in Yokohama belegte er mit der 4-mal-200-Meter-Staffel in 1:22,55 min den vierten Platz. Anschließend nahm er erstmals an den Afrikaspielen in Rabat teil und wurde dort über 200 Meter in 21,05 s Achter über 200 Meter. Mit der 4-mal-100-Meter-Staffel schied er mit 41,28 s im Vorlauf aus und mit der 4-mal-400-Meter-Staffel belegte er in 3:05,71 min den vierten Platz. Bei den World Athletics Relays 2021 im polnischen Chorzów wurde er in 1:24,26 min Zweiter in der 4-mal-200-Meter-Staffel hinter dem deutschen Team. 2022 schied er bei den Afrikameisterschaften in Port Louis mit 21,06 s im Halbfinale über 200 Meter aus und siegte in 39,28 s gemeinsam mit Dan Kiviasi, Samwel Imeta und Ferdinand Omanyala in der 4-mal-400-Meter-Staffel und stellte mit dieser Zeit einen neuen Landesrekord auf. Zudem belegte er mit der 4-mal-400-Meter-Staffel in 3:09,49 min den vierten Platz. Anschließend schied er bei den Commonwealth Games in Birmingham mit 20,90 s im Halbfinale über 200 Meter aus und kam mit der 4-mal-100-Meter-Staffel im Finale nicht ins Ziel. Zudem gewann er mit der 4-mal-400-Meter-Staffel in 3:03,41 min gemeinsam mit Wiseman Mukhobe, William Rayian und Boniface Mweresa die Bronzemedaille hinter den Teams aus Trinidad und Tobago und Botswana. 
Nach einem Jahr Wettkampfpause verpasste er bei den World Athletics Relays 2024 auf den Bahamas mit der 4-mal-100-Meter-Staffel eine Direktqualifikation für die Olympischen Spiele in Paris. Anschließend kam er bei den Afrikameisterschaften in Douala mit 220,4 s nicht über den Vorlauf über 200 Meter hinaus und belegte mit der Staffel in 40,11 s den fünften Platz.
In den Jahren 2012 und 2013, 2015 und 2016 sowie 2019 und 2024 wurde Mokamba kenianischer Meister im 200-Meter-Lauf sowie 2015 und 2016 über 100 Meter.

## Persönliche Bestzeiten
- 100 Meter: 10,23 s (+0,8 m/s), 11. Juli 2015 in Nairobi
- 200 Meter: 20,48 s (+1,8 m/s), 1. August 2015 in Nairobi